# Puchenstubner Straße
Die Puchenstubner Straße B 28 ist eine 27 km lange ehemalige Bundesstraße und nunmehrige Landesstraße B in Niederösterreich. Sie führt von Neubruck bei Scheibbs an der Kreuzung mit der Erlauftal Straße B 25 über Puchenstuben nach Reith (Gemeinde Annaberg) und mündet in die Mariazeller Straße B 20.

## Geschichte
Die Neubruck-Wienerbrucker Straße gehört zu den Straßen in Niederösterreich, die durch das Bundesgesetz vom 2. Juni 1954 zu Bundesstraßen erklärt wurden. Im Bundeshaushalt 1954 wurden 15.000.000 Schilling für den Ausbau dieser Straßen bereitgestellt.